# إدوارد بيلين
إدوارد بيلين (بالفرنسية: Édouard Belin) (و. 1876 – 1963 م) هو مصور فرنسي، ولد في فيزول، توفي في مونترو، عن عمر يناهز 87 عاماً.

## جوائز
حصل على جوائز منها:

وسام جوقة الشرف من رتبة ضابط أكبر